# Округ Гарфилд (Вашингтон)
Округ Гарфилд (енгл. Garfield County) је округ у америчкој савезној држави Вашингтон.

## Демографија
По попису из 2010. године број становника је 2.266, што је 131 (-5,5%) становника мање него 2000. године.
| Група             | 2000.         | 2010.         |
| Белци             | 2.304 (96,1%) | 2.102 (92,8%) |
| Афроамериканци    | 0 (0,0%)      | 0 (0,0%)      |
| Азијати           | 16 (0,7%)     | 39 (1,7%)     |
| Хиспаноамериканци | 47 (2,0%)     | 91 (4,0%)     |
| Укупно            | 2.397         | 2.266         |